# 고와구치역
고와구치역(일본어: 河和口駅)은 일본 아이치현 지타군 미하마정에 위치한 나고야 철도 고와선의 철도역이다. 역 번호는 KC 18이며, 상대식 승강장 2면 2선의 구조를 갖춘 지상역이다.

## 타는 곳
| 1 | ■ 고와선 | 하행 | 고와 방면                                         |
| 2 | ■ 고와선 | 상행 | 후키 · 오타가와 · 나고야 · 이누야마 · 쓰시마 방면 |

## 이용 현황
- 2013년 기준 : 558명

## 역 주변
- 고와구치 해변

## 인접 역
| 나고야 철도 고와선       | 나고야 철도 고와선 | 나고야 철도 고와선   |
| ------------------------ | ------------------ | -------------------- |
| KC 17 후키 오타가와 방면 | ■ 고와선           | 고와 KC 19 고와 방면 |